# Exsudoporus frostii
Exsudoporus frostii (tidigare Boletus frostii), även kallad Äppelsopp eller Frosts sopp är en bolete (sopp) svamp som först beskrevs vetenskapligt år 1874.
Exsudoporus frostii kan kännas igen på deras mörkröda och klibbiga hattar , de röda porerna och svampens nätverksliknande mönster på stammen. Även om svampen anses som ätbar rekommenderas den inte för konsumtion på grund av risken för förväxling med andra giftiga röda sporer.